# Резиніт

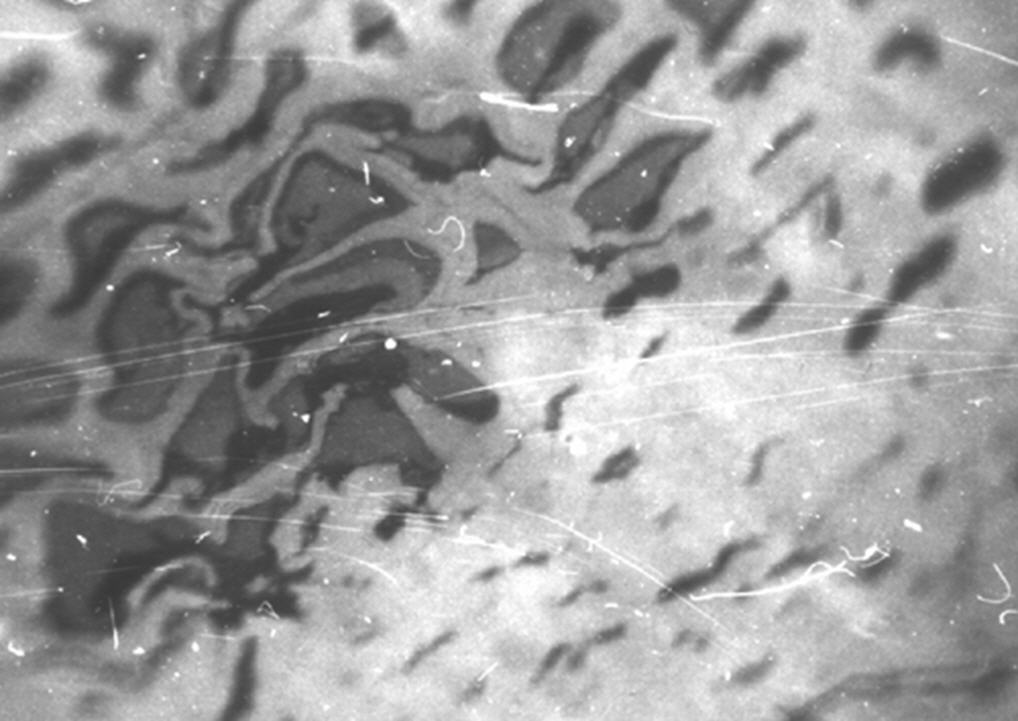
Телініт (сірий), резиніт (чорний). Відбите світло. Імерсія.

Резиніт вугілля утворюється не тільки із смоли рослин, але включає також деякі інші виділення, такі, як ефірні олії, що утворюються в листі, які перетворилися на смолу і мають форму невеликих округлих тіл. Їх можна назвати «олійним резинітом». Відомо, що хвоя ялицевих повністю пронизана канальцями, заповненими смолою, тоді як в багатьох листках знайдені крапельки олії. Всі натуральні смоли є продуктами обміну речовин, що відбувається в рослинах. Їхні хімічні і фізичні властивості дуже різні. Добре відомі смоли хвойних дерев.
Морфологія резиніту в аншліфах і прозорих шліфах.
У вугіллі резиніт в основному відіграє роль заповнювача клітин, але може також зустрічатися у вигляді шарів або в тонкодисперсному стані. У вертикальному перетині тіла резініту звичайно являють собою невеликі сферичні, овальні або конусоподібні утворення або стрижні. В палеозойському кам'яному вугіллі конусоподібні форми перетинів смоляних тіл зустрічаються відносно часто. В аншліфах вони виглядають темніше, ніж спориніт і кутиніт.
Відбивна здатність резиніту у вугіллі низького ступеня метаморфізму змінюється в широких межах, але вона завжди нижче відбивної здатності відповідного вітриніту. Відбивна здатність резиніту в олійній імерсії в бурому вугіллі коливається від 0,13 до 0,20 (при 547 нм).
У прохідному світлі він виглядає гумою біло-жовтого, лимонно-жовтого до жовтувато-червоного кольору. В аншліфах при використанні олійної імерсії він має колір темно-сірий до сірого, а в бурому вугіллі резиніт іноді дуже темний. Зрідка він виявляє рубіново-червоне внутрішнє віддзеркалення. Резиніт у вугіллі низького ступеня метаморфізму сильно флуоресціює від синьо-зеленого до блідо-оранжевого кольору. Із збільшенням ступеня метаморфізму зелений колір переходить в жовтий і, нарешті в помаранчевий. В бурому вугіллі нижнього карбону підмосковного басейну зустрічається резиніт, який флуоресціює блідо-оранжевим кольором. Окиснені красні частини флуоресціюють дещо слабше. Коефіцієнт заломлення резиніту в бурому вугіллі коливається в межах від 1,53 до 1,60.
Як і у інших мацералів групи екзиніту, коефіцієнт заломлення і відбивна здатність резиніту збільшуються із збільшенням ступеня метаморфізму. Густина його при 20 °C змінюється від 1,0 до 1,2 г/см³, але останнє значення досягається лише у виняткових випадках. Звичайно резиніт не виявляє рельєф на полірованих поверхнях, що свідчить про те, що його абразивна твердість майже така ж, як і у вітриніту. Мікроскопічно резиніти, що утворилися із смоли і воску, можна розрізняти за формою, та і то лише у виняткових випадках.
Вміст вуглецю в резиніті коливається від 77 до 85 %, водню — от 8,8 до 11,0 %, кисню — від 2,7 до 13,0 %.
Ці дані говорять про те, що практично резиніт збагатився воднем — в резиніті міститься більше водню, ніж в спориніті, при одному і тому ж вмісті вуглецю. Велика частина резиніту бурого вугілля може розчинятися при екстракції в суміші бензолу із спиртом, тоді як екстракція із спориніту, кутиніту і субериніту дуже незначна або рівна нулю. Кількість і характер витяжки залежить від ступеня метаморфізму, характеру розчинника і умов витягання. Екстрагування зростає із збільшенням температури. Резиніт, що утворився з викопної смоли, дає у витяжці смолу, тоді як витяжка зі всього бурого вугілля, «сирого бітуму», складається з воску і смоли. Віск (цериніт) утворюється в основному з кутиніту і воску покритонасінних рослин.
Теплота згоряння резиніту бурого вугілля 39,0 МДж/кг.
Смола і віск витягаються з бурого вугілля в промислових масштабах по технології, відомій під назвою монтанвоск (Montan Wax).
Будучи ненасиченою сполукою, резиніт здатний поглинати кисень, і при збільшенні ступеня окиснення він стає менш плавким при нагріванні, менш розчинним і більш важко піддається дії фарбників.
Відбивна здатність резиніту збільшується із збільшенням ступеня метаморфізму. Хімічні зміни, викликані прогресуючою вуглефікацією майже аналогічні змінам, що зустрічаються в інших мацералах групи екзиніту.